# Церковь Покрова Пресвятой Богородицы (Каргинская)
Церковь Покрова Пресвятой Богородицы (Свято-Покровская церковь) — православный храм в станице Каргинской Ростовской области; Шахтинская и Миллеровская епархия, Чернышевское благочиние.

## История
В 1868 году в тогда ещё хуторе Каргин была построена однопрестольная деревянная Покровская церковь с деревянной колокольней.
8 ноября 1891 года при церкви была открыта церковно-приходская школа, находящаяся в ведении Святейшего Синода, в которой обучались дети богатых казаков и священнослужителей. 1 февраля 1896 года было открыто женское приходское училище. К 1912 году в приходе каргинской церкви имелось девять приходских училищ и народных школ.
Когда рядом с Каргиным появились соседние хутора и приход расширился, существующая деревянная церковь стала тесной. На пожертвования казаков решили построить новую, каменную. Собрав необходимые деньги, началось строительство трёхпрестольного храма. Кирпич обжигали в Воронежской губернии, для колокольни были приобретены колокола, в окнах были сделаны узорчатые кованые решётки, навесили железные двери. Под куполом храма на цепях было подвешено паникадило на 150 свечей. Церковь обнесли кирпичной оградой фигурной кладки.
Новая церковь была торжественно открыта в 1886 году в день Покрова Пресвятой Богородицы. По своим размерам и убранству Каргинская церковь стала одной из самых больших и богатых на Верхнем Дону. Деревянная церковь была разобрана в 1892 году и безвозмездно передана в слободу Калач на реке Куртлак (вместо сгоревшей). В 1911 году на территории церкви была построена церковная караулка. Рядом с храмом находилось кладбище, одно из самых старинных кладбищ Верхнего Дона.
Интересно, что в этой церкви 29 июля 1913 года обвенчались родители М. А. Шолохова — Александр Михайлович и Анастасия Даниловна.
Пережив революцию и гражданскую войну, в 1939 году храм был закрыт. В ней разместили местные клуб и библиотеку; крест и колокола были сняты. Позже здание церкви разобрали и из её кирпичей решили построить школу. В настоящее время на месте каменной церкви находится каргинский Дом культуры.
Только после распада СССР в станице образовался новый православный приход, которому был передан станичный деревянный дом, приспособленный под церковь Покрова Пресвятой Богородицы — по центру крыши была установлена главка с крестом, рядом построена звонница, территория обнесена металлическим забором.
Настоятель Свято-Покровского храма — игумен Софроний (Сергей Тимофеевич Шершень).
Ежегодно в станице в день Покрова проводится ярмарка, посвященная празднику Покрова Пресвятой Богородицы.